# Alto Taquari
Pour les articles homonymes, voir Alto (toponyme).
Alto Taquari est une municipalité brésilienne située dans l'État du Mato Grosso.